# Верхняя Оровашка
Верхняя Оровашка (Малый Ороваш) — река в Вытегорском районе Вологодской области России, правый приток Ошты.

## География и гидрология
Берёт исток в безлюдной болотистой местности на территории Оштинского сельского поселения, течёт на север и по правому берегу впадает в Ошту в 9,9 км от её устья в окрестностях села Ошта. Длина реки составляет 12 км. На берегу Верхней Оровашки расположена деревня Карданга.

## Данные водного реестра
По данным государственного водного реестра России относится к Балтийскому бассейновому округу, водохозяйственный участок реки — Бассейн Онежского озера без рр. Шуя, Суна, Водла и Вытегра, речной подбассейн реки — Свирь (включая реки бассейна Онежского озера). Относится к речному бассейну реки Нева (включая бассейны рек Онежского и Ладожского озера).
Код объекта в государственном водном реестре — 01040100612102000017970.